# Gehyra granulum
Gehyra granulum (кімберлійська зернистоплямиста дтелла) — вид геконоподібних ящірок родини геконових (Gekkonidae). Ендемік Австралії. Описаний у 2018 році.

## Поширення і екологія
Кімберлійські зерноплямисті дтелли мешкають в регіоні Кімберлі у Західній Австралії. Вони живуть серед пісковикових скель, оточених саванами, рідколіссями і спінніфексовими луками.